# Ansumane Mané
Ansumane Mané conhecido por Brik Brak (Gâmbia, 1940 — 30 de novembro de 2000), guerrilheiro do PAIGC, foi o Chefe da Junta Militar da Guiné-Bissau que iniciou no dia 7 de junho de 1998 o levantamento militar que resultou na demissão do Presidente da República João Bernardo Vieira, em 7 de maio de 1999.
Este levantamento militar teve origem no descontentamento existente nas Forças Armadas da Guiné-Bissau. Como o próprio Ansumane Mané disse através da Rádio Bombolom, este levantamento foi levado a cabo, por ele e alguns militares para se proteger, pois ele havia sido na semana anterior destituído do cargo de Chefe de Estado Maior General das Forças Armadas.
Como era costume na Guiné, a demissão de alguém poderoso sempre coincidia com uma viagem do Presidente da República, para que, na sua ausência, o indivíduo fosse morto.